# 451 Patientia
Patientia (asteroide 451) é um asteroide da cintura principal com um diâmetro de 224,96 quilómetros, a 2,8247346 UA. Possui uma excentricidade de 0,07723004 e um período orbital de 1 956,25 dias (5,36 anos).
Patientia tem uma velocidade orbital média de 17,02357018 km/s e uma inclinação de 15,22113785º.
Esse asteroide foi descoberto em 4 de Dezembro de 1899 por Auguste Charlois.